# سرطاقين (أمجز)
سرطاقین (بالفارسية: سرطاقین) هي منطقة سكنية تقع في إيران في قسم أمجز الريفي.